# (106545) Colanduno
(106545) Colanduno (2000 WL68) – planetoida z grupy pasa głównego asteroid okrążająca Słońce w ciągu 5,3 lat w średniej odległości 3,04 j.a. Odkryta 28 listopada 2000 roku.